# Тель кель
Тель кель (фр. Tel Quel — «Такий, як є») — французький авангардний літературний і теоретичний журнал, ключове видання французької структуралістської школи, а також групи інтелектуалів, письменників і поетів, що об'єдналася навколо нього. Заснований французьким письменником Філіпом Соллерсом, журнал видавався з 1960 по 1982 рік. З 1984 року на зміну йому прийшов журнал Л'Інфіні.

## Автори
Серед авторів журналу були Ролан Барт, Жорж Батай, Моріс Бланшо, Жак Дерріда, Жан-П'єр Фай, Мішель Фуко, Юлія Крістева, Бернар-Анрі Леві, Марселен Плейне, Філіп Соллерс, Цветан Тодоров, Франсіс Понж, Умберто Еко, Дені Рош, Жерар Женетт, П'єр Булез, Жан-Люк Годар і П'єр Гійота . Незмінним редактором журналу був Філіп Соллерс.

## Історія
У перші роки після свого створення (з 1960 по 1963 роки) журнал був трибуною руху " Нового роману "(Ален Роб-Ґріє , Наталі Саррот). Проте у 1963 році редакція відмовляється від підтримки цього напрямку, як недостатньо радикального, і формулює свою програму, що складається в пошуку нової революційної мови. У самій назві журналу («Такий, як є») відбився один з ключових пунктів теоретичної програми його редакції — скорочення дистанції між сигніфікатом і сигніфікантом.
У 1982 році «Тель Кель» був закритий Філіпом Соллерсом, який заснував замість нього в 1983 році новий журнал Л'Інфіні. (L 'infini).

## Вплив і роль
Діяльність групи Тель Кель і однойменного журналу мала значний вплив на розвиток структуралістської і постструктуралістской філософії, семіотики та художньої критики.
- Запроваджене Роланом Бартом розрізнення задоволення — насолода і твір — текст.
- Формулювання і розвиток категорії дискурсу (Мішель Фуко)
- Пантекстові й деконструктивістські ідеї Жака Дерріди
- Інтертекст Юлії Крістевої

У США під впливом Тель Кель була створена школа мови (Фредрік Джеймісон).
В Італії близькою до Тель Кель була «Група 63»